# Chiasmocleis bassleri
La rana de hojarasca de hocico puntón (Chiasmocleis bassleri) es una especie  de anfibios de la familia Microhylidae.
Se encuentra en la región amazónica de Bolivia, Brasil, Colombia, Ecuador y Perú.